# 구람 투시슈빌리
구람 쇼타스 제 투시슈빌리(조지아어: გურამ შოთას ძე თუშიშვილი, 1995년 2월 5일~)는 조지아의 유도 선수이다. 2020년 하계 올림픽에서 남자 헤비급 은메달을 획득했으며 2018년 세계 유도 선수권 대회에서 헤비급 금메달을 획득했다.

## 경력
1995년 조지아의 수도 트빌리시에 위치한 마을인 코조리에서 태어났다. 원래 축구를 좋아했으나 12세 때 유도 선수 출신인 아버지의 영향으로 유도를 시작했다. 2011년에 유럽 유스 선수권 대회에서 3위, 세계 유스 선수권 대회에서 우승을 하며 두각을 드러냈으며 이후 체급을 올려 주니어 무대에서는 헤비급으로 활동했다. 2013년에는 류블랴나에서 열린 2013년 세계 주니어 선수권 대회에서 단체전 우승에 기여했다.
2016년에 조지아 국가대표가 되어 1월에 열린 튀니스 오픈을 통해 성인 국제 데뷔 무대를 가졌다. 2017년 4월에는 바르샤바에서 열린 2017년 유럽 선수권 대회에서 우승을 차지했고 12월에는 상트페테르부르크에서 열린 유도 마스터스 대회에서 우승을 차지했다. 2018년에는 바쿠에서 열린 2018년 세계 선수권 대회에서 아제르바이잔의 우샨기 코카우리를 꺾으며 첫 세계 선수권 대회 우승을 달성했다.
2021년 도쿄에서 열린 2020년 하계 올림픽에 참가하면서 첫 올림픽에 출전했고 체코의 루카시 크르팔레크에게 패하여 은메달을 획득했다.